# Senscheid

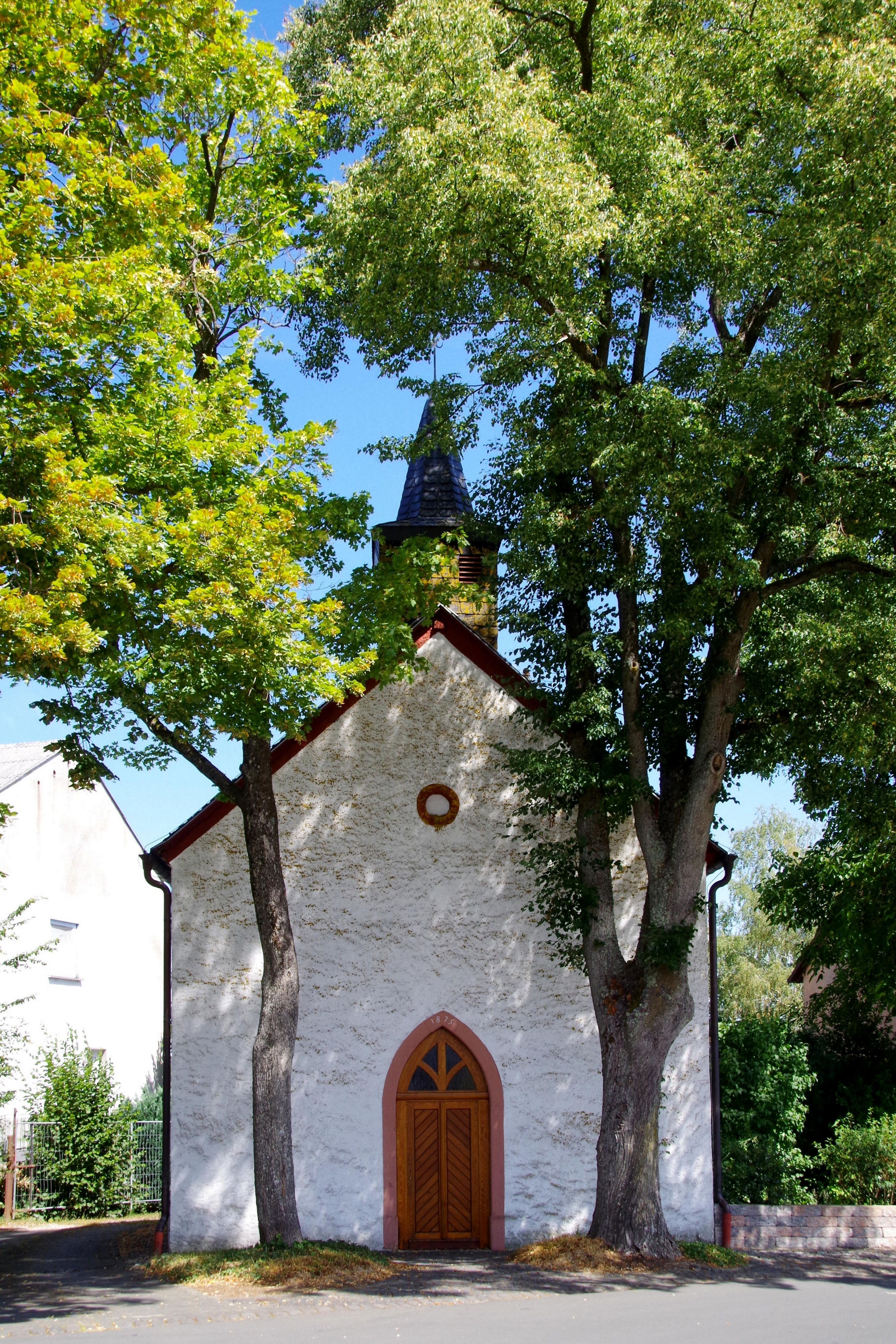
St. Peter und Paul von Südwesten

Senscheid ist eine Ortsgemeinde im Landkreis Ahrweiler in Rheinland-Pfalz. Sie gehört der Verbandsgemeinde Adenau an.

## Geographie
Der Ort wird am westlichen Rand von der Landesstraße 72 tangiert, die Senscheid im Norden mit Dankerath und im Süden mit Bodenbach verbindet.

## Geschichte
Während der Feudalzeit war Senscheid der Zent Nohn im kurtrierischen Amt Daun zugehörig. In der französischen Verwaltung kam er zur Mairie Barweiler im Kanton Adenau. Später war er in der preußischen Zeit als Gemeinde Teil der Bürgermeisterei Aremberg im Kreis Adenau.

## Politik

### Gemeinderat
Der Gemeinderat in Senscheid besteht aus sechs Ratsmitgliedern, die bei der Kommunalwahl am 9. Juni 2024 in einer Mehrheitswahl gewählt wurden, und dem ehrenamtlichen Ortsbürgermeister als Vorsitzendem.

### Bürgermeister
Dirk Ueberhofen wurde am 28. Juni 2019 Ortsbürgermeister von Senscheid. Da bei der Direktwahl am 26. Mai 2019 kein Bewerber angetreten war, oblag die anstehende Neuwahl des Bürgermeisters gemäß rheinland-pfälzischer Gemeindeordnung dem Rat, der sich für Ueberhofen entschied. Auch für die Direktwahl am 9. Juni 2024 wurde kein Wahlvorschlag eingereicht. In seiner konstituierenden Sitzung am 5. Juli 2024 bestätigte der neue Gemeinderat Dirk Ueberhofen für weitere fünf Jahre in seinem Amt.
Ueberhofens Vorgänger Klaus Einig hatte das Amt von 2014 bis 2019 ausgeübt.